# Yehoshua Arieli
Yehoshua Arieli (geboren als Karel Löbl am 26. Juli 1916 in Karlsbad, Österreich-Ungarn; gestorben am 3. August 2002 in Jerusalem) war ein israelischer Historiker.

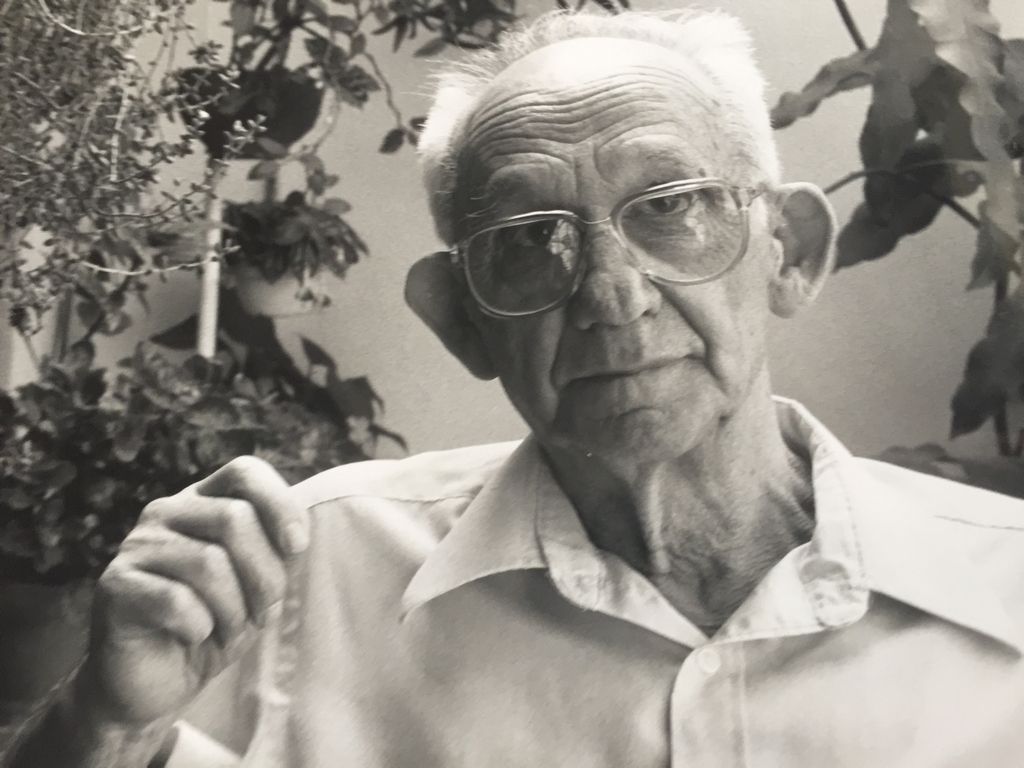
Yehoshua Arieli (1990)

## Leben
Karel Löbls säkularisierte jüdische Familie orientierte sich an der deutschen Kultur. Sie emigrierte 1931 nach Palästina, Yehoshua Arieli kam in das Kinder- und Jugenddorf Ben Shemen und lebte später im Kibbuz Chefziba. Er studierte ab 1937 Geschichte, Musik und Philosophie an der Hebräischen Universität Jerusalem. Im Zweiten Weltkrieg wurde Arieli Soldat bei den jüdischen Pionier-Hilfstruppen der British Army, kämpfte in Nordafrika und geriet Ende April 1941 auf dem Peloponnes in deutsche Kriegsgefangenschaft, aus der er erst bei Kriegsende befreit wurde. Er war als britischer Soldat vor der deutschen Judenverfolgung weitgehend geschützt. 1947 wurde er Soldat der Haganah und führte 1948 die Gadna-Einheit von jugendlichen Kämpfern in Jerusalem. In der Suezkrise 1956 war er als Soldat der Israelischen Streitkräfte in Gaza eingesetzt. Als ehemaliger Militär kritisierte er nach dem Sechstagekrieg 1967 die israelischen Besetzungen auf der Westbank und in Gaza.
Arieli setzte 1951 sein Studium mit einem Fulbright-Stipendium an der Harvard University fort und wurde 1953 in Amerikanischer Geschichte an der Hebräischen Universität Jerusalem promoviert. Ab 1966 war er Professor für Geschichte im Fachbereich American Studies an der Hebräischen Universität Jerusalem. Er war Mitglied und zeitweise im Vorstand der Historischen Gesellschaft Israels. Arieli erhielt 1993 den Israel-Preis in der Rubrik Geschichte.

## Schriften (Auswahl)
neben den Werken in Hebräisch:
- Individualism and Nationalism in American Ideology. Harvard University Press, 1964
- Deutsche Geschichtsschreibung und die liberale Tradition, in: Rudolf von Thadden (Hrsg.): Die Krise des Liberalismus zwischen den Weltkriegen. Göttingen: Vandenhoeck & Ruprecht, 1978 ISBN 978-3-525-01319-9, S. 69–95